# Wijnbrug (brug in Dordrecht)
De Wijnbrug is een loopbrug over de Voorstraatshaven in de Nederlandse stad Dordrecht.

## Geschiedenis
De eerste Wijnbrug is ongeveer even oud als Nieuwbrug; beide zijn in de laatste helft van de 13e eeuw gebouwd. De brug werd al in 1316 vermeld als "Wijnbrucge". In 1322/1323 werd hij ook Cawersinenbrugge genoemd. De Wijnbrug werd gebouwd over de Thuredrith of Thuredrech, het stroompje dat nu de Voorstraatshaven/Wijnhaven is.
In 1644 stortte de brug in; ze werd in 1694 door een nieuwe met stenen bogen (type Romeinse boogbrug) vervangen, die voor de scheepvaart was voorzien van een zogenaamd oorgat (mastgat, een beweegbare klep voor de doorgang van masten).
In 1866 werd deze brug gedeeltelijk afgebroken, om plaats te maken voor een nieuwe houten loopbrug. In eerste instantie zou er een nieuwe brug op één pijler komen, maar dit plan, begroot op 6666 gulden, vond men te duur. Daarom werden de oude pijlers die nog gedeeltelijk aanwezig waren weer opgemetseld waardoor de kosten op 4996 gulden kwamen.
Het voordien aanwezige openbare privaat onder deze brug dat veel stankoverlast gaf, werd opgeruimd. In 1869 was de brug weer hersteld. Het verkeer werd gedurende deze jaren omgeleid over de Nieuwbrug of de Tolbrug bij het Scheffersplein. Vanaf deze tijd gold ook dat de brug officieel alleen door voetgangers mocht worden gebruikt.
In 1955 werd het houten deel van de brug vervangen door een dek van gewapend beton afgedekt met een asfaltlaag.
Voorjaar 2018 kregen de pijlers en het brugdek een renovatiebeurt, ook de ijzeren leuning moest worden verstevigd. De stuwtjes die na de sluiting van het Haringvliet moesten voorkomen dat grote delen van de haven droog vielen zijn wegens overlast voor bootjes in 2019 verwijderd.

## Afbeeldingen

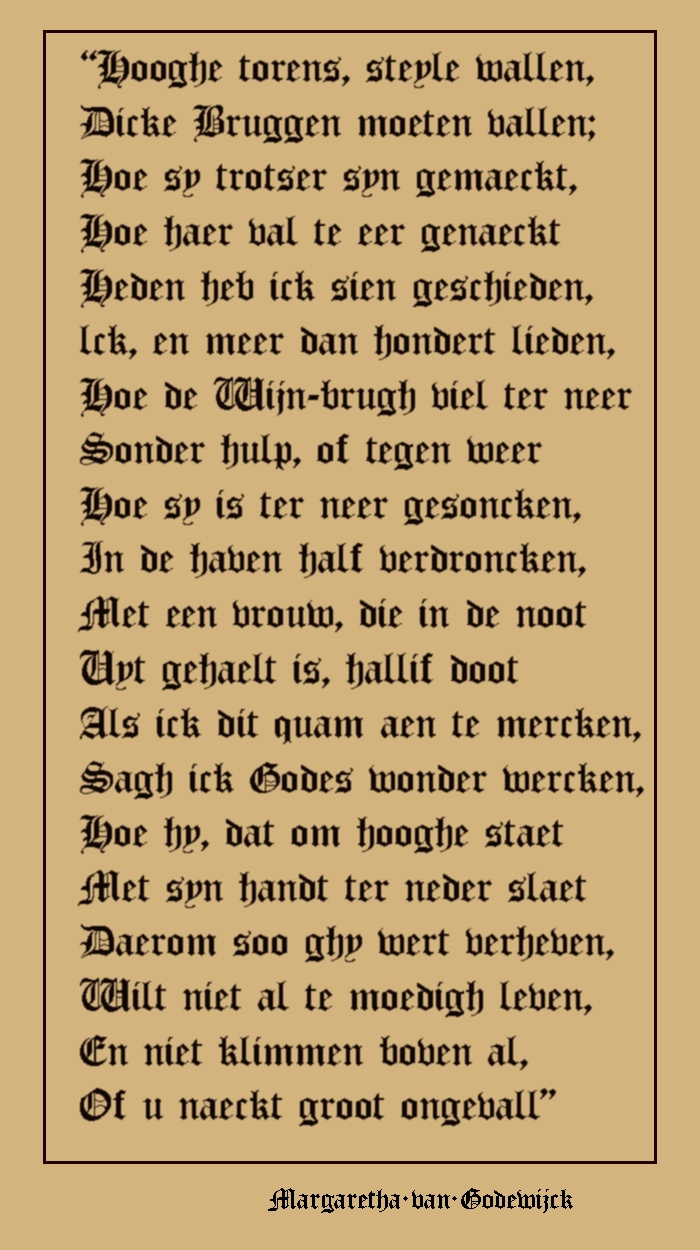
Gedicht Margaretha van Godewijck naar aanleiding van de instorting in 1644
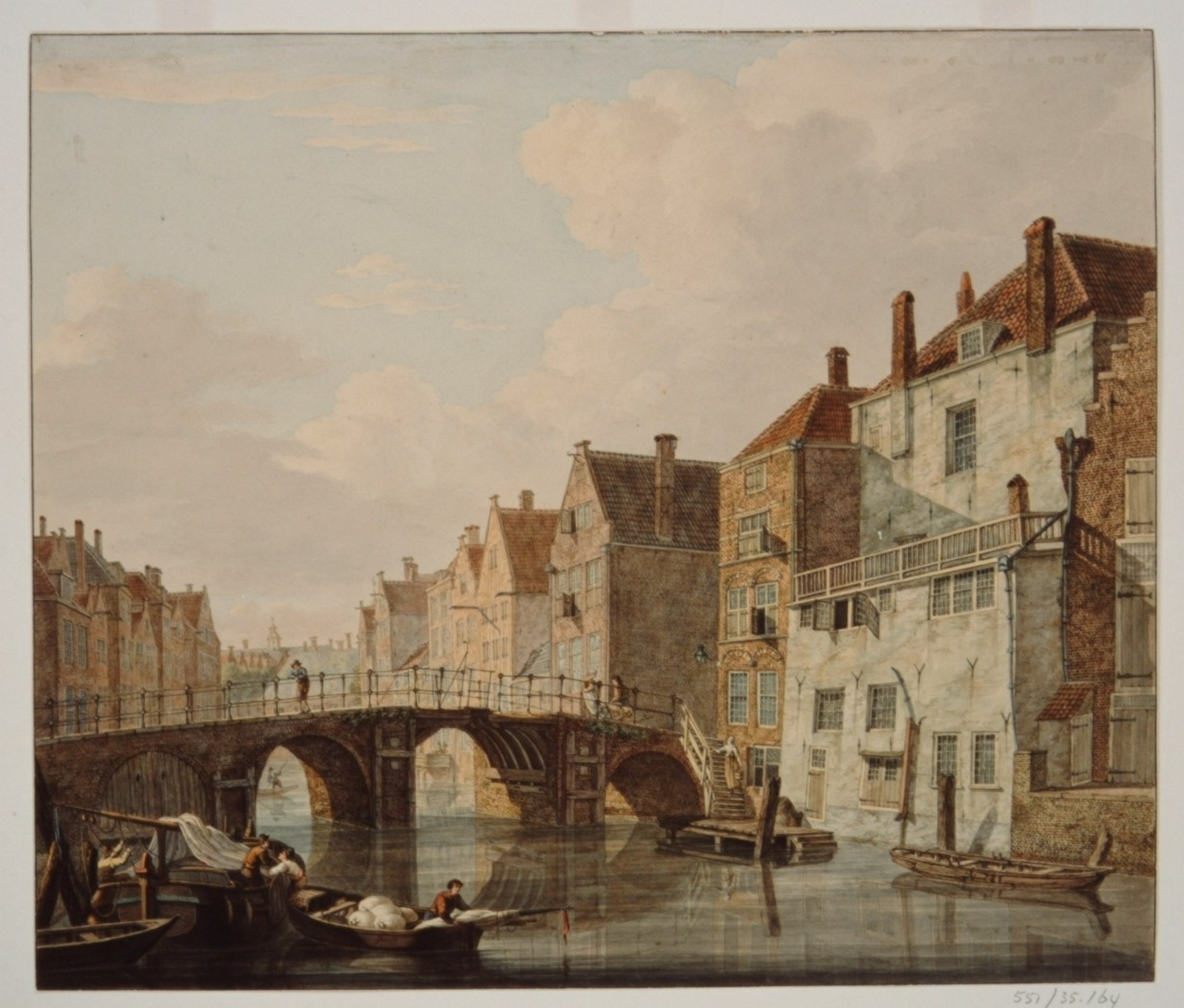
Wijnbrug door Johannes van Lexmond, ± 1810
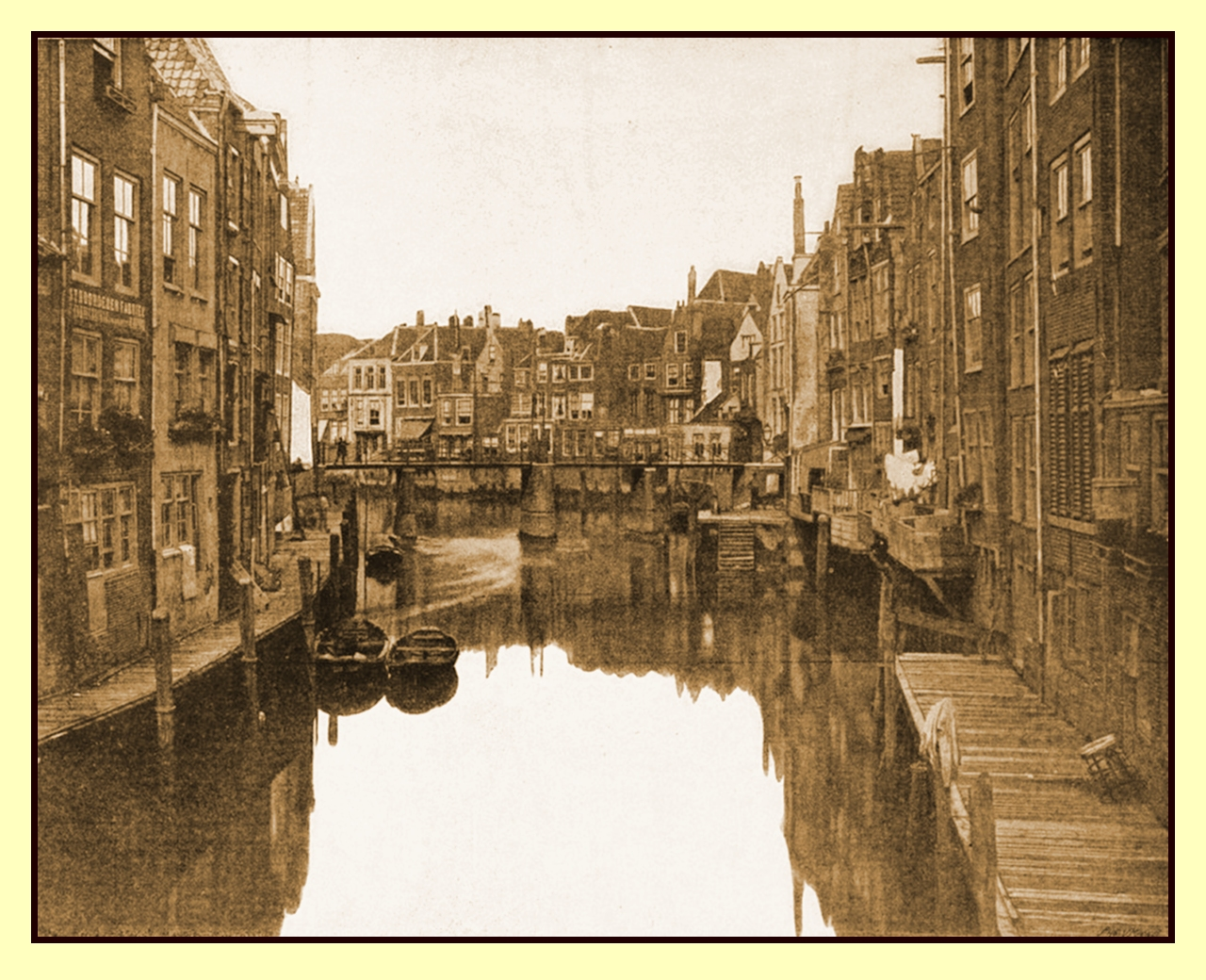
1890
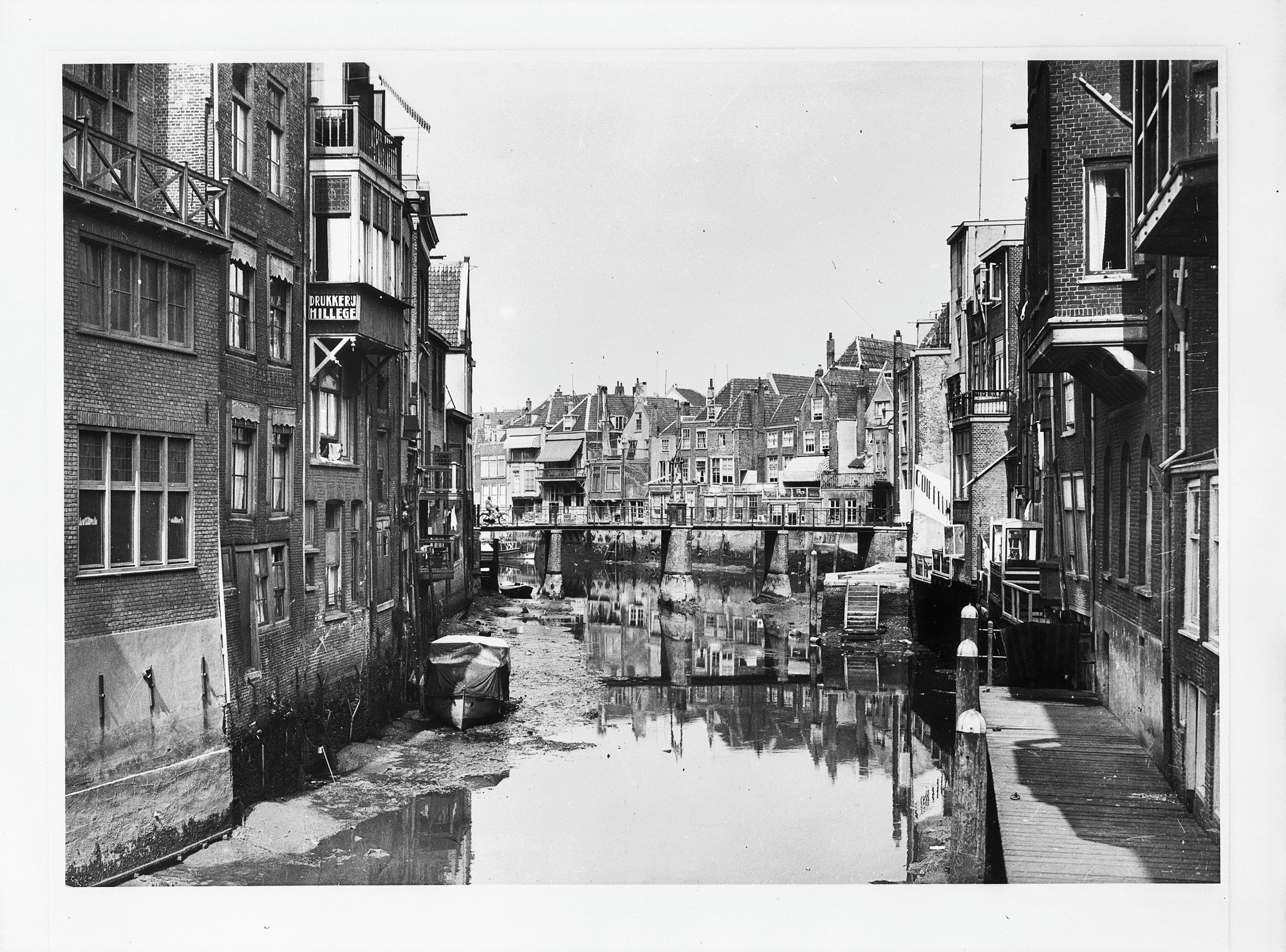
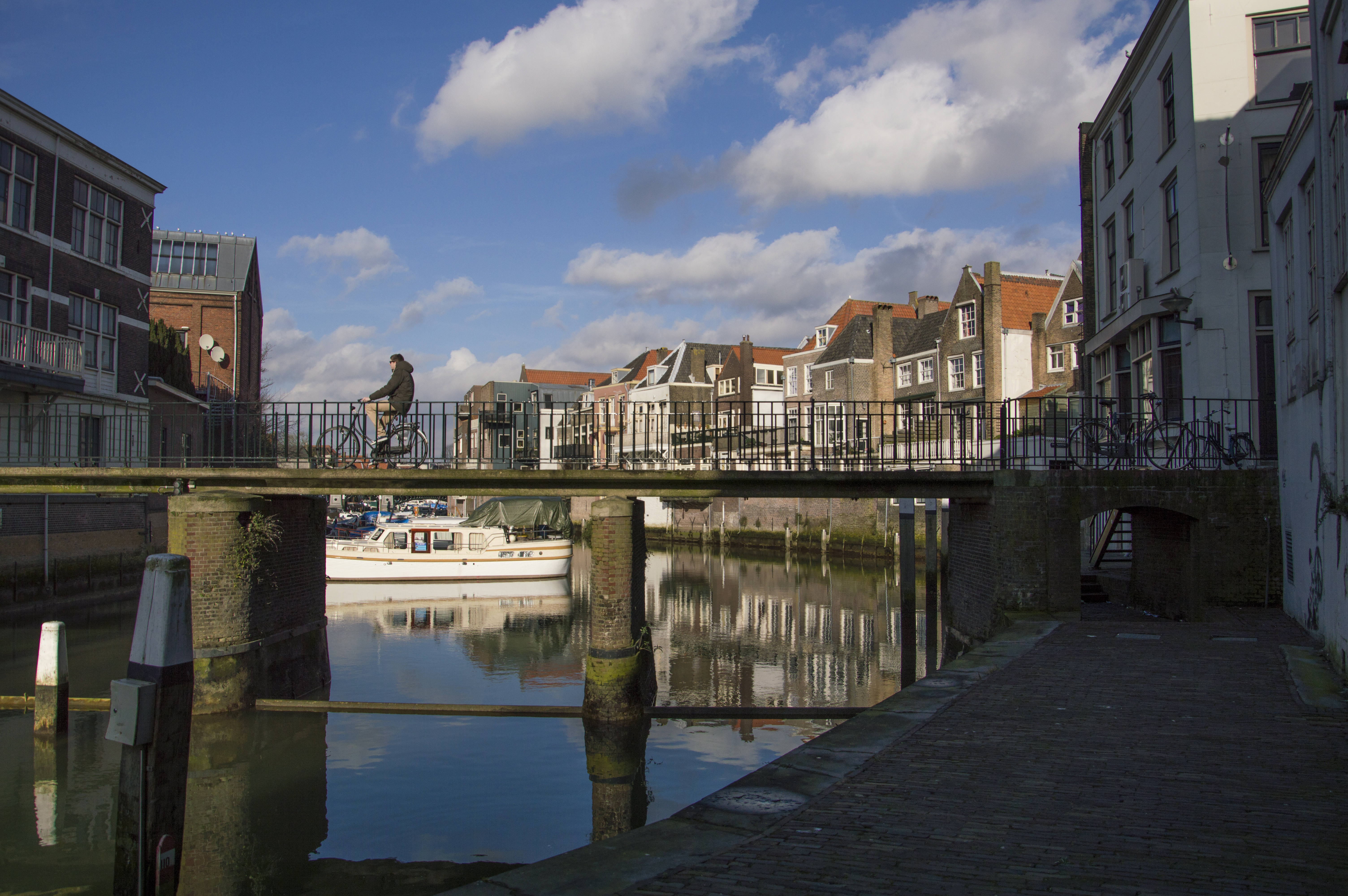
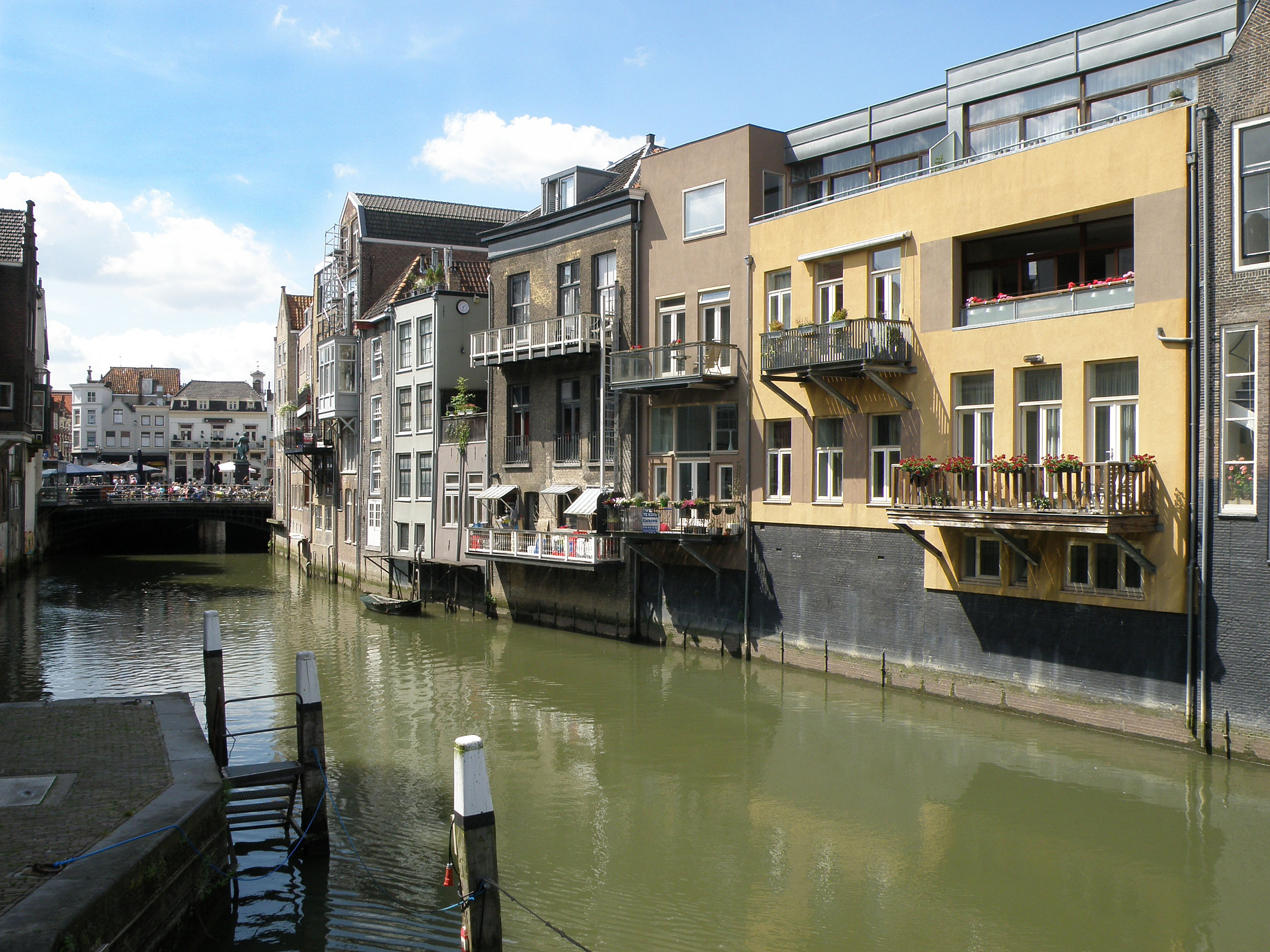
Gezicht vanaf de brug richting Scheffersplein

## Trivia
- Dordts schrijfster, musicienne en schilderes Margaretha van Godewijck (1627 – 1677) schreef naar aanleiding van de instorting in 1644 een gedicht.
- Vanwege de overlast van het privaat onder de brug ontstond in Dordrecht het gezegde: Als je stront zoekt, moet je onder de Wijnbrug wezen. Stront zoeken is ruzie zoeken.
- De handhaving van het gebod op gebruik door alleen voetgangers was in sommige jaren erg strikt: in de Dordtsche Courant van 6 januari 1913 dat het over de brug rijden met een handkar door E. de V., sjouwer werd beboet en op 13 januari 1914 een gelijksoortig bericht van 2 sjouwers, alle overtreders kregen een boete van 1 gulden of 1 dag hechtenis opgelegd.